# Billbergia decora
Billbergia decora là một loài thực vật có hoa trong họ Bromeliaceae. Loài này được Poepp. & Endl. mô tả khoa học đầu tiên năm 1836.